# Candidose

Soor bei einem Kind

Candidose oder Kandidose ist eine Sammelbezeichnung für Infektionskrankheiten durch Pilze (Sprosspilze) der Gattung Candida, wobei Candida albicans am häufigsten anzutreffen ist, und wird auch als Candidosis, Candidiasis, Candidamycosis, Kandidamykose oder Moniliose bezeichnet. Sind nur Haut und Schleimhäute betroffen, spricht man von Soor (veraltet auch als Moniliasis bezeichnet).
Infektiöse Pilzorganismen (Hefepilze/Candida, Dermatophyten, Schimmelpilze) sind in der Regel nicht dazu in der Lage, die Abwehrmechanismen der menschlichen Haut und Schleimhaut sowie der Immunabwehr völlig zu überwinden. Sie kommen beim Gesunden nur in Form von oberflächlichen Haut- und Schleimhautbesiedlungen vor (vgl. Mykose). Bestimmte Candida-Arten leben auch im Rachen, in der Speiseröhre, im Magen, im Dünn- und Dickdarm der meisten Menschen als harmlose Saprophyten; sie sind bei etwa 70 % aller gesunden Probanden nachgewiesen worden. Die Candidiasis kann auch eine sexuell übertragbare Erkrankung sein, insbesondere als vaginale Pilzinfektion und Soor-Balanitis.
Bei angeborener oder erworbener Immunschwäche (Krebs, AIDS, Sepsis, Zytostatika usw.) können jedoch sowohl diese körpereigenen als auch die überall in der Umwelt vorhandenen Pilze auch innere Organe befallen und schwere Erkrankungen auslösen, beispielsweise Lungenentzündung oder Systemmykosen (Infektion des gesamten Körpers). Candida-Arten sind die häufigsten Erreger solcher schwerwiegenden Pilzerkrankungen. Neben Candida albicans kommen auch Candida tropicalis, Candida parapsilosis, Candida guilliermondi, Candida dubliniensis, Candida krusei, Candida glabrata u. a. vor. Außerdem kommt es nicht selten zu Pilzinfektionen von Haut oder Schleimhäuten, wenn das Immunsystem z. B. vorübergehend beeinträchtigt ist, etwa bei der Anwendung bestimmter Arzneimittel wie Antibiotika oder Cortison-haltigen Präparaten (s. u.).

## Erkrankungen durchCandida albicans

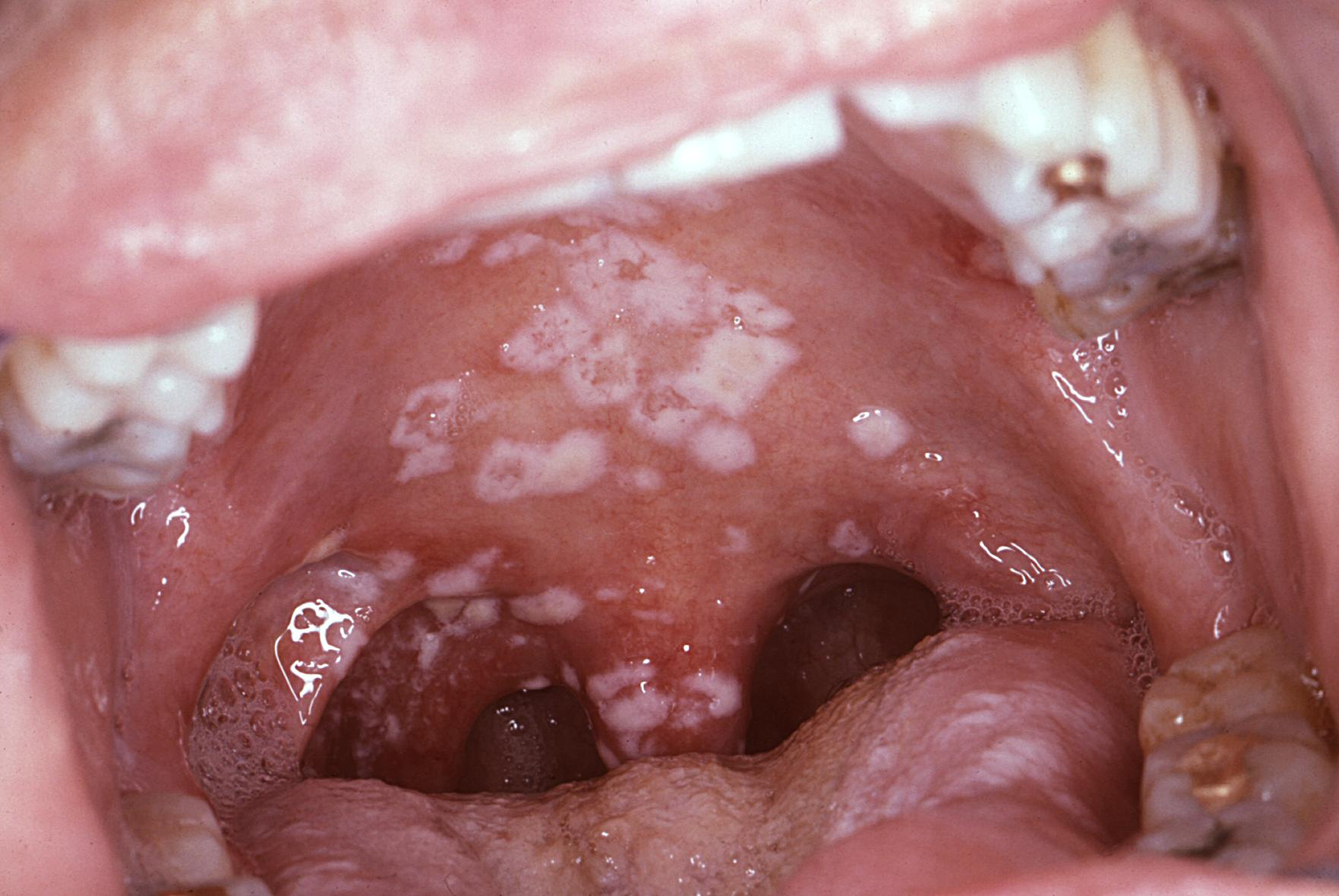
Candidose der Mundhöhle

Candida albicans hat die Fähigkeit, sowohl in Hefe- als auch in Hyphenform zu wachsen, was ihr die Invasion von vorgeschädigter Haut ermöglicht. Candida albicans kann auch gewebslösende Enzyme wie Proteasen und Phospholipasen ausscheiden.
Einfache Candidamykosen sind deshalb alltäglich; sie werden durch verschiedene Faktoren begünstigt: Kontrazeptiva und andere Hormonpräparate sowie Schwangerschaften vermindern das saure Scheidenmilieu; Antibiotika schädigen die konkurrierende Bakterienflora, Glukokortikoide und Zytostatika hemmen das Immunsystem. Kosmetikfehler können den Säureschutzmantel der Haut stören.
Infektionsorte sind die Mundhöhle (genannt Soor oder Stomatitis candidomycetica), die Mundschleimhaut unter Zahnprothesen, die Genitalschleimhaut, Bindehäute, feuchte Hautfalten und Nagelfalze. Auf der Haut erkennt man eine starke Rötung mit Juckreiz. Auf den geröteten Schleimhäuten erscheint ein weißlicher, abwischbarer Belag. Zu Vaginalinfektionen siehe unter vaginale Pilzinfektion, diese können neben der Vagina auch die Vulva betreffen und werden dann als Vulvovaginitis candidomycetica bezeichnet. Die Infektion der Eichel mit Mikroorganismen wie Candida-Pilzen oder Bakterien wird infektiöse Balanitis genannt. Oberflächliche Candidainfektionen sind problemlos heilbar.
Organkandidosen und generalisierte Infektionen bei Menschen mit stark geschwächter Abwehrlage können beispielsweise Lungen, Herz, Magen und Darm (Eigenbrauer-Syndrom), Leber, Milz und Zentralnervensystem betreffen. Durch Candida können Abszesse entstehen und Gelenkentzündungen (Arthritis). Auf Intensivstationen beträgt die Prävalenz etwa 14 % aller Patienten. Männer und Frauen sind gleich häufig betroffen, alte Menschen häufiger als junge. Den ganzen Organismus betreffende (systemische) Kandidosen enden in etwa 70 % der Fälle tödlich. Gefürchtet ist die Candidasepsis, bei der die Erreger in großer Zahl im Blut (Candidämie) zu finden sind.
In Deutschland sind jedes Jahr etwa 40.000 Menschen von dieser invasiven Candida-Infektion betroffen. Bei den Krankenhausinfektionen steht der Hefepilz inzwischen auf Platz 4 der Liste der gefährlichsten Erreger.

## Epidemiologie vonCandida auris
Candida auris ist eine sich verbreitende Hefe, für die, im Vergleich zu den meisten Arten der Gattung Candida, eine ausgeprägtere Resistenzbildungen nachweisbar ist, sowie invasive Infektionen (Fungämien – Pilznachweis im strömenden Blut) die mit einer hohen Mortalität verbunden sein können.
Candida auris wurde im Jahr 2009 aus dem Ohrensekret eines Patienten in Japan extrahiert und beschrieben. Seitdem sind Infektionen dieses Erregers inklusive Fungämien (also Pilzbefall des Blutsystems), weltweit gemeldet worden. Im Vereinigten Königreich gab es 2015/2016 eine lokale Häufung von Fällen, bei der sich 72 Patienten angesteckt hatten. Sporadische Fälle sind auch in Norwegen, Deutschland und Spanien gemeldet. Insbesondere im Jahr 2021 scheint es zum Beispiel in den USA zu einer Vermehrung von Fällen gekommen zu sein. Es ist jedoch unklar, inwieweit dies einer echten Häufung entspricht, da diese Hefe in den Vorjahren wenig bekannt und diagnostisch schlecht erfassbar war. Die Situation in Deutschland ist, wenn auch mit viel kleineren Zahlen, vergleichbar. Von 2015 bis 2022 wurden in Deutschland 43 Fälle erfasst, davon in den Jahren 2021 und 2022 insgesamt 24. Diese Zahlen sind im Verhältnis zu anderen Erkrankungen wie beispielsweise der Campylobacter-Enteritis mit über 40.000 gemeldeten Fällen im Jahr 2022, verschwindend gering.

## Diagnose
Die Diagnose einer oberflächlichen Candidiasis wird problemlos mikroskopisch aus dem Abstrich gestellt. Bildgebende Verfahren wie Magenspiegelung, Ultraschall, Röntgen und CT zeigen das Vorhandensein einer Infektion innerer Organe an. Zum Ausschluss einer disseminierten Candidiasis sollte bei Hefennachweis in der Blutkultur eine Sonographie der Oberbauchorgane und Nieren erfolgen. Systemische Infektionen mit Candida spec. sind dann nur aus Blut-, Liquor- und Urinkulturen nachzuweisen. Falsch positive und – gerade bei der Sepsis – auch falsch negative Befunde sind nicht selten. Die Aussagekraft von Antikörpernachweisen im Venenblut ist umstritten, da Antikörper lange nach einer Infektion erhalten bleiben.

## Behandlung
Eine korrekte Diagnose setzt den Nachweis der Pilze im Nativpräparat und eine Anzüchtung in der Kultur voraus. Wird allein der klinische Eindruck herangezogen, so gelangt man zu zweifelhaften Therapieversuchen.
Bei in Blutkulturen nachgewiesenen Hefen ist in jedem Fall eine antimykotische Therapie erforderlich und diese sollte dann durch tägliche Blutkulturen kontrolliert werden.
Zunächst werden empfänglich machende (disponierende) Faktoren soweit möglich beseitigt. Liegende zentrale Venenkatheter und andere Fremdmaterialien sollten soweit möglich entfernt werden. Candida der Schleimhäute und Haut sprechen gut auf eine örtliche Behandlung mit Antimykotika (wie Econazol, Nystatin, Amphotericin B, das Imidazol-Derivat Miconazol oder Natamycin), desinfizierenden Farbstoffen und speziellen Reinigungsmitteln an. Die Haut wird möglichst trockengehalten.
Für den Organbefall stehen ebenfalls wirksame Medikamente zur Verfügung, welche (wie etwa Fluorcytosin) intravenös verabreicht werden. In wenigen Fällen wurde eine Resistenz gegen bestimmte Antimykotika festgestellt.
Die Wahl des Antimykotikums hängt von verschiedenen Faktoren ab. Zu den am häufigsten bei Candidosen verwendeten gehören außer den bereits genannten auch Fluconazol, Voriconazol, Anidulafungin, Caspofungin, Micafungin, Itraconazol, Posaconazol und Flucytosin.
Vor und nach einer antimykotischen Therapie bei Vorliegen von Hefen in der Blutkultur oder anderen sterilen Materialien sollte eine Augenspiegelung zum Ausschluss einer Endophthalmitis durchgeführt werden.

## Verhütung von Candidamykosen beim Neugeborenen
Candida albicans hat Östrogenrezeptoren. Auch deshalb wird in der Schwangerschaft das Wachstum von Hefepilzen in der Scheide begünstigt, so dass bei nicht antimykotisch behandelten Frauen in der 40. Schwangerschaftswoche die Prävalenz rund 35 % beträgt. Bei der vaginalen Geburt kommt es mit etwa 80 % Wahrscheinlichkeit zur Übertragung der Hefepilze auf die Haut der Neugeborenen. Von dort aus werden Mundhöhle und Intestinaltrakt des Neugeborenen besiedelt. Candida albicans ist auch für das reife gesunde Neugeborene praktisch obligat pathogen. Im Fall einer Kolonisation während der ersten Lebenswoche resultiert in mindestens 90 % der Fälle eine Mund- oder Anogenitalcandidose innerhalb des ersten Lebensjahres. Die Dermatitis seborrhoica infantum und die Erythrodermia desquamativa Leiner sowie seborrhoische Mykide der Kopfhaut werden als Folge von Hefepilzinfektionen aufgefasst. So werden im Rahmen von Vorsorgeuntersuchungen ab der 34. Schwangerschaftswoche Pilzkulturen angelegt und gegebenenfalls unabhängig von den klinischen Beschwerden eine antimykotische Therapie empfohlen.

## Candida-Hypersensitivitäts-Syndrom
Einer alternativmedizinischen Sichtweise liegen ursprünglich eine Publikation von C. Orian Truss (einem Internisten aus Alabama) von 1976 (The Missing Diagnosis) sowie mehrere Bücher von William Crook (The Yeast Connection) zugrunde. Wissenschaftliche Studien konnten keinen der behaupteten Zusammenhänge belegen, so dass Truss’ These bereits in den 1980er Jahren von der Fachöffentlichkeit aufgegeben wurde.
Mittlerweile sind weitere Veröffentlichungen, darunter zahlreiche Laienratgeber, entstanden, in denen die Hypothese vertreten wird, dass die Einnahme von Antibiotika, Corticosteroiden und Ovulationshemmern sowie einseitige Ernährung (Nahrungszucker, Auszugsmehle, Alkohol), Stress und die Belastung mit Umweltschadstoffen (insbesondere Quecksilber) dazu führen, dass die verschiedenen Candida-Arten zunehmen. Dies könne ein „Candida-Hypersensitivitäts-Syndrom“ verursachen. Symptome wie Verdauungsstörungen (Blähungen, Diarrhöe, Obstipation), Herzbeschwerden, Atemnot, Heißhungerattacken, chronische Müdigkeit, Hautkrankheiten (Schuppenflechte, seborrhoisches Ekzem, Neurodermitis), Depressionen, Asthma, allergische Rhinitis sowie Kopf-, Gelenk- und Muskelschmerzen seien die Folge. Die Besiedelung der unteren 2/3 des Dünndarmes wird für die Beschwerden hauptsächlich verantwortlich gemacht. Es ist nicht geklärt, ob das Vorhandensein von Candida, das bei über 70 % aller Gesunden nachweisbar ist, für die Symptome verantwortlich ist oder lediglich einen Nebenbefund darstellt.
Bei den Hautkrankheiten scheint die Kreuzreaktion zu dem Hautpilz Malassezia furfur (vormals Pityrosporum ovale genannt) eine signifikante Rolle zu spielen. Der Mikrobiologe Wolfgang R. Heizmann hat diesbezüglich ein Modell der Pathogenese aufgestellt.
In einer relativ neuen (2001) randomisierten, placebokontrollierten Doppelblind-Studie konnte das Behandlungskonzept mit Nystatin erstmals bestätigt werden. Die Studie gibt auch Hinweise auf die Wirksamkeit der Diät.
Anhänger der Candida-Hypersensitivitäts-Hypothese bemühen zur Diagnose meist etablierte Candida-Nachweisverfahren (Stuhlprobe (Darmflorastatus), Blutprobe), selten allein die Symptomatik, die sie einer Candidabesiedelung oder -infektion zuordnen. Aber auch alternativmedizinische Diagnosemethoden wie Kinesiologie, Bioresonanz, Elektroakupunktur bis hin zum Auspendeln können zum Einsatz kommen.
Therapeutisch empfehlen sie fast immer eine Ernährungsumstellung. Die hierzu propagierte „Anti-Pilz-Diät“ verzichtet auf Zucker und Weißmehl sowie auf süßes Obst, mit der behaupteten Absicht, „den Hefen die Nahrung zu entziehen“. Saures Obst ist in geringen Mengen erlaubt. Hinzu kommt in der Regel ein sogenannter „Darmfloraaufbau“ mit Probiotika, die unter zahlreichen Handelsnamen wie Enterobakt, Symbioflor, Bactisubtil, Mutaflor, Omniflora, Paidoflor auf dem deutschen Markt sind. Antimykotika müssen immer eingesetzt werden; es kommen dann sowohl apothekenpflichtige Medikamente als auch teilweise Naturheilmittel zum Einsatz. Die Behandlung dauert in der Regel vier bis sechs Wochen. Zudem wird häufig zu einer Colon-Hydro-Therapie geraten.

### Kritik
Der Gastroenterologe Wolfgang Rösch bezweifelte schon 1996 im Rahmen einer Übersichtsarbeit die Existenz des Candida-Hypersensitivitäts-Syndroms. Die Stuhluntersuchung bewertete er als sinnlos, weil bei bis zu 80 Prozent der Gesunden positive Befunde zu sehen seien. Eine Anti-Pilz-Diät würde die Hefen nicht beseitigen.
Der Gastroenterologe Volker Eckardt beantwortete 1996 in der Medical Tribune die Frage eines verunsicherten Praktikers wie folgt:

„Heilpraktiker und Ärzte, die sich als Heilpraktiker betätigen, haben eine neue Einkommensquelle entdeckt, nämlich die ‚Mikroökologie‘ des Darmes. Das Prinzip ist einfach: zunächst schürt man die Sorge der Bevölkerung vor Erkrankung, bietet dann kostenintensive Verfahren zur Frühdiagnose an und verspricht schließlich Heilung durch dubiose Therapiemethoden. Ein Paradebeispiel für dieses Vorgehen sind die Diagnose und Therapie von Pilzen im Darm. Ein mittelhessisches Institut für Mikroökologie suggeriert in Hochglanzbroschüren, dass 30 bis 40 Millionen aller Bundesbürger an Pilzbefall erkrankt sind, ohne für diese groteske Aussage auch nur den geringsten Beweis anzutreten. Hier wird offensichtlich Pilzerkrankung mit Pilzbesiedlung verwechselt. Dass Pilzbefall für unspezifische Symptome wie Meteorismus und wechselnde Stuhlgewohnheiten verantwortlich ist, ist wilde Spekulation und widerspricht jedem erwiesenen Konzept der Pathophysiologie gastrointestinaler Symptome. […]“

Die Deutsche Gesellschaft für Ernährung bewertete 2001 die These, dass die Darmbesiedlung mit Candida albicans durch den Verzehr raffinierter Kohlenhydrate, insbesondere Zucker, gefördert würde, als „nicht bewiesen“ und „rein spekulativ“. Ebenso wenig lägen Beweise über eine Beeinflussung der Candidabesiedlung mit einer „Anti-Pilz-Diät“ vor. Candida albicans sei bei etwa 75 Prozent aller gesunden Mitteleuropäer ein normaler Bestandteil der Intestinalflora, mit etwa gleicher Häufigkeit käme dieser Pilz auf der Mund-, Rachen- und Ösophagusschleimhaut vor. Der Nachweis im Stuhl sei nicht mit einer Candida-albicans-Infektion des Darmes oder gar mit einer Darmmykose gleichzusetzen und erfordere bei immunkompetenten Personen keine therapeutischen Maßnahmen. Tatsächliche Pilzinfektionen bzw. -erkrankungen seien nur durch antimykotische Medikamente behandelbar. Ballaststoffreiche Lebensmittel sowie täglicher Verzehr von Sauermilchprodukten würden sich günstig auf die Darmflora auswirken.
Experten des Robert Koch-Instituts (RKI) kamen 2004 in einer ausführlichen Stellungnahme zu folgender Einschätzung:

„Weder klinisch-epidemiologische Untersuchungen noch Behandlungsstudien geben bisher Hinweise für die Existenz des ‚Candida-Hypersensitivitäts-Syndroms‘ bzw. ‚Candidasyndroms‘ mit den damit von seinen Befürwortern in Verbindung gebrachten vielfältigen Symptomen und Erkrankungen. […] Es ist jedoch nicht ganz ausgeschlossen, dass unter bestimmten Umständen eine durch Candidakolonisation bedingte allergische Sensibilisierung auftritt. […] Insgesamt bleibt festzuhalten, dass die Ökologie der Darmflora respektive die Wechselwirkung ihrer Komponenten (darunter C. albicans mit diversen Stämmen) sowie die Beziehungen zwischen Mikroorganismen und Darmmucosa noch unzureichend verstanden sind. […] Die kohlenhydratarme oder -freie sogenannte ‚Anti-Pilz-Diät‘ erscheint schon konzeptionell fragwürdig, da Mono-, Di- und Oligosaccharide in den proximalen Dünndarmabschnitten vollständig resorbiert werden und für Candida spp. im Colon nicht zur Verfügung stehen […]“

## Differentialdiagnosen
Die folgenden Differentialdiagnosen beziehen sich nicht auf die leicht zu diagnostizierende Candidose, sondern auf chronische unspezifische Magen-Darm-Beschwerden, die von Alternativmedizinern als „Darmpilze“ diagnostiziert werden. Dahinter können sich u. a. folgende Pathologien verbergen:
Chronische Lebererkrankungen (z. B. Leberzirrhose, chronische Hepatitis, Morbus Wilson, Hämochromatose u. a.), portale Hypertension oder Rechtsherzinsuffizienz mit Blutstau in die Baucheingeweide, chronische Pankreatitis, chronische Gastritis, Laktoseintoleranz, Milcheiweißallergie, Unverträglichkeit bestimmter Lebensmittel, Zöliakie, chronisch entzündliche Magen-Darm-Erkrankungen wie Morbus Crohn oder Colitis ulcerosa, chronische Appendizitis, Sigmadivertikulose, Darmstenosen, Infektionen (Morbus Whipple, Wurmerkrankungen, intraabdominelle Abszesse), mechanische Irritationen durch z. B. Tumoren wie Uterusmyome (Gebärmuttermuskeltumore), Bauchaortenaneurysma, innere Hernien (Hiatushernie, Treitzsche Hernie) oder Adhäsionen (Verwachsungen), Durchblutungsstörungen (Mesenterialarterienstenose), Endometriose, Darmträgheit (Obstipation, Ursachen: medikamentös (Psychopharmaka, Diuretika, Laxantienmissbrauch, Opiate, Parasympatholytika), Kaliummangel, Hypothyreose, diabetische gastrointestinale Parese), Koronare Herzkrankheit mit untypischer Symptomatik (Oberbauchschmerzen).
Sehr häufig sind die Ursachen chronischer unspezifischer Magen-Darm-Beschwerden allerdings psychosomatischer Natur (Reizdarmsyndrom). Hinweise dafür sind die typische Präsentation der Beschwerden durch den Patienten, das stabile Bestehen seit langer Zeit mit freien Intervallen, die Abhängigkeit der Beschwerden von Stress, prädisponierende Faktoren (Magen-Darm-Infektionen, Traumata in der Kindheit, erlernte Krankheitsverarbeitung) und letztlich das Fehlen erklärender organischer Befunde trotz mehrfach wiederholter Untersuchungen.